# Chris Ramos
Christopher Ramos de la Flor, meglio noto come Chris Ramos (Cadice, 16 gennaio 1997), è un calciatore spagnolo, attaccante del Botafogo in prestito dal Cadice.

## Carriera
Nato a Cadice, dopo gli inizi con Mercadal e San Fernando CD nel gennaio 2018 viene acquistato a titolo definitivo dal Real Valladolid; debutta fra i professionisti il 13 gennaio in occasione del match di Segunda División vinto 1-0 contro il Barcellona B.
Dopo aver ottenuto la promozione, il 17 agosto debutta in Primera División nell'incontro pareggiato 0-0 in casa del Girona; poche settimane più tardi viene prestato al Siviglia, che lo aggrega alla propria formazione B.
Il 2 settembre 2019 viene prestato al Badajoz, sempre in terza divisione, dove gioca 17 incontri realizzando 3 reti.
Il 17 agosto 2021 viene prestato al Lugo, trasferimento divenuto definitivo al termine della stagione.
Il 31 gennaio 2023 si trasferisce al Cadicefirmando un contratto quinquennale.
Il 15 agosto 2025 passa in prestito al Botafogo.

## Statistiche

### Presenze e reti nei club
Statistiche aggiornate al 3 ottobre 2021.
| Stagione        | Squadra           | Campionato      | Campionato | Campionato | Coppe nazionali | Coppe nazionali | Coppe nazionali | Coppe continentali | Coppe continentali | Coppe continentali | Altre coppe | Altre coppe | Altre coppe | Totale | Totale |
| Stagione        | Squadra           | Comp            | Pres       | Reti       | Comp            | Pres            | Reti            | Comp               | Pres               | Reti               | Comp        | Pres        | Reti        | Pres   | Reti   |
| --------------- | ----------------- | --------------- | ---------- | ---------- | --------------- | --------------- | --------------- | ------------------ | ------------------ | ------------------ | ----------- | ----------- | ----------- | ------ | ------ |
| 2017-gen. 2018  | San Fernando CD   | SDB             | 13         | 4          | CR              | 0               | 0               |                    | -                  | -                  |             | -           | -           | 13     | 4      |
| gen.-giu. 2018  | Real Valladolid   | SD              | 6          | 0          | CR              | 0               | 0               |                    | -                  | -                  |             | -           | -           | 6      | 0      |
| ago. 2018       | Real Valladolid   | PD              | 1          | 0          | CR              | 0               | 0               |                    | -                  | -                  |             | -           | -           | 1      | 0      |
| 2018-2019       | Siviglia Atlético | SDB             | 30         | 6          |                 | -               | -               |                    | -                  | -                  |             | -           | -           | 30     | 6      |
| 2019-2020       | Badajoz           | SDB             | 17         | 3          | CR              | 2               | 1               |                    | -                  | -                  |             | -           | -           | 19     | 4      |
| 2020-2021       | Lugo              | SD              | 35         | 2          | CR              | 2               | 1               |                    | -                  | -                  |             | -           | -           | 37     | 3      |
| 2021-2022       | Lugo              | SD              | 8          | 1          | CR              | 0               | 0               |                    | -                  | -                  |             | -           | -           | 8      | 1      |
| Totale carriera | Totale carriera   | Totale carriera | 290        | 23         |                 | 15              | 0               |                    | -                  | -                  |             | -           | -           | 305    | 23     |